# Agustín del Castillo
Pour les articles homonymes, voir Castillo.
Agustín del Castillo, né en 1565 à Séville et mort en 1626 à Cordoue,, est un peintre baroque espagnol.

## Biographie
Agustín Del Castillo est né à Séville. Il est le frère aîné du peintre Juan del Castillo. Tous deux ont été formés à la peinture par Luis Fernández à Séville. Il s'est ensuite installé à Cordoue, où il a peint des fresques religieuses et des huiles. La plupart de ses œuvres ont été détruites. 
Castillo est mort à Cordoue, en Espagne. 
Il est le père d'Antonio del Castillo y Saavedra.